# Lipová (Zlín)
Lipová (in tedesco Lippowa) è un comune della Repubblica Ceca facente parte del distretto di Zlín, nella regione di Zlín.